# Haukisaari (ö i Luhango, Rauanlahti)
Haukisaari är en ö i Finland. Den ligger i sjön Päijänne och i kommunerna Luhango och Jyväskylä och landskapet Mellersta Finland, i den södra delen av landet, 190 km norr om huvudstaden Helsingfors. Öns area är 1,3 hektar och dess största längd är 160 meter i sydöst-nordvästlig riktning.